# دیوید پیناتو
دیوید پیناتو (انگلیسی: Davide Pinato؛ زادهٔ ۱۵ مارس ۱۹۶۴) بازیکن فوتبال اهل ایتالیا است.
از باشگاه‌هایی که در آن بازی کرده‌است می‌توان به باشگاه فوتبال پیاچنزا، باشگاه فوتبال مونتسا، باشگاه فوتبال سمپدوریا، باشگاه فوتبال آتالانتا، و باشگاه فوتبال آ.ث. میلان اشاره کرد.